# Bitva u Saratogy
Bitvy u Saratogy proběhly dvě, a to 19. září a 7. října 1777. Někdy se k těmto střetům počítá i bitva u Benningtonu z 16. srpna 1777. Boje přinesly Američanům rozhodující vítězství nad Brity na severním válčišti americké války za nezávislost.
Začátkem roku 1777 trvaly boje už téměř dva roky, výsledek byl nejistý a Britové se proto rozhodli změnit strategii. Hodlali oddělit území Nové Anglie od území jižních kolonií. Kampaň začala dobře, ale vše se zpomalilo kvůli logistickým problémům. Britský generál John Burgoyne vedl velkou invazní armádu na jih z Kanady údolím Champlainova jezera, kde se měl setkat s další částí britské armády pochodující na sever z New Yorku, a další britskou silou, která pochodovala směrem na východ od jezera Ontario. Tyto jednotky ovšem nedorazily a generál Burgoyne se ocitl uprostřed amerických sil na severu státu New York osamocen. Přesto dosáhl malého taktického vítězství nad generálem Horatio Gatesem a kontinentální armádou v bitvě u Freemanovy farmy 19. září, ovšem to ho stálo mnoho obětí. I tyto malé zisky byly smazány, když znovu zaútočil na Američany v bitvě na výšinách Bemis Heights 7. října. Tady Američané zajali část britské obrany. Burgoyne byl nucen ustoupit neboť jeho armáda byla obklíčena mnohem větší americkou silou, což ho 17. října donutilo ke kapitulaci. Zprávy o Burgoynově kapitulaci přispěly k formálnímu vstupu Francie do války jako amerického spojence. Francie už předtím poskytovala kolonistům zásoby, munici a zbraně, mezi jinými pozoruhodná děla systému de Valliere hrající důležitou roli v bojích u Saratogy. Po této bitvě do americké války na straně kolonistů vstoupilo i Španělsko.
Boje u Saratogy začaly 19. září. Burgoyne, veden snahou dobýt opevněnou americkou pozici na výšinách Bemis Heights, přesunul některé ze svých jednotek na bok amerických pozic. Generál Benedict Arnold tento manévr předpokládal a obranu významně posílil. Burgoyne získal kontrolu Freemanovy farmy, ale bylo to vítězství zaplacené velkými ztrátami. Dny následující po bitvě probíhaly menší potyčky a Burgoyne vyčkával v naději, že z New Yorku dorazí britské posily. Mezitím dorazily posily Američanům v podobě milicí Patriotů, což změnilo poměr sil. Spory v americkém velení vedly generála Gatese k tomu, aby během bojů Arnolda zbavil velení.
Britský generál sir Henry Clinton vyrazil z New Yorku a pokusil se zvrátit nepříjemnou Burgoynovu situaci. Dne 6. října zaútočil na pevnosti Clinton a Montgomery u řeky Hudson. Britové sice u pevností zvítězili, ale jediným důsledkem akce byly utrpěné ztráty na obou stranách a britské zničení obou pevností při jejich odchodu. Clintonovo úsilí přišlo příliš pozdě na to, aby pomohlo Burgoynovi. Když bylo jisté, že britské posily nedorazí včas, generál Burgoyne zaútočil na výšiny Bemis Heights znovu 7. října. Tato bitva vyvrcholila těžkými boji, kde se uplatnila Arnoldova taktika rychlých přesunů jednotek. Britové byli nuceni k návratu na své pozice před bitvou 19. září, Američané navíc část britských obránců zajali. Burgoyne se ocitl v pasti mezi americkými silami bez naděje na pomoc, a tak 17. října ustoupil do Saratogy (nyní Schuylerville) a kapituloval s celou svou armádou. „Jeho kapitulace,“ říká historik Edmund Morgan, „byla velkým zlomem války, protože tím získal pro Američany zahraniční pomoc, která byla poslední složkou potřebnou k celkovému vítězství.“

## Pozadí

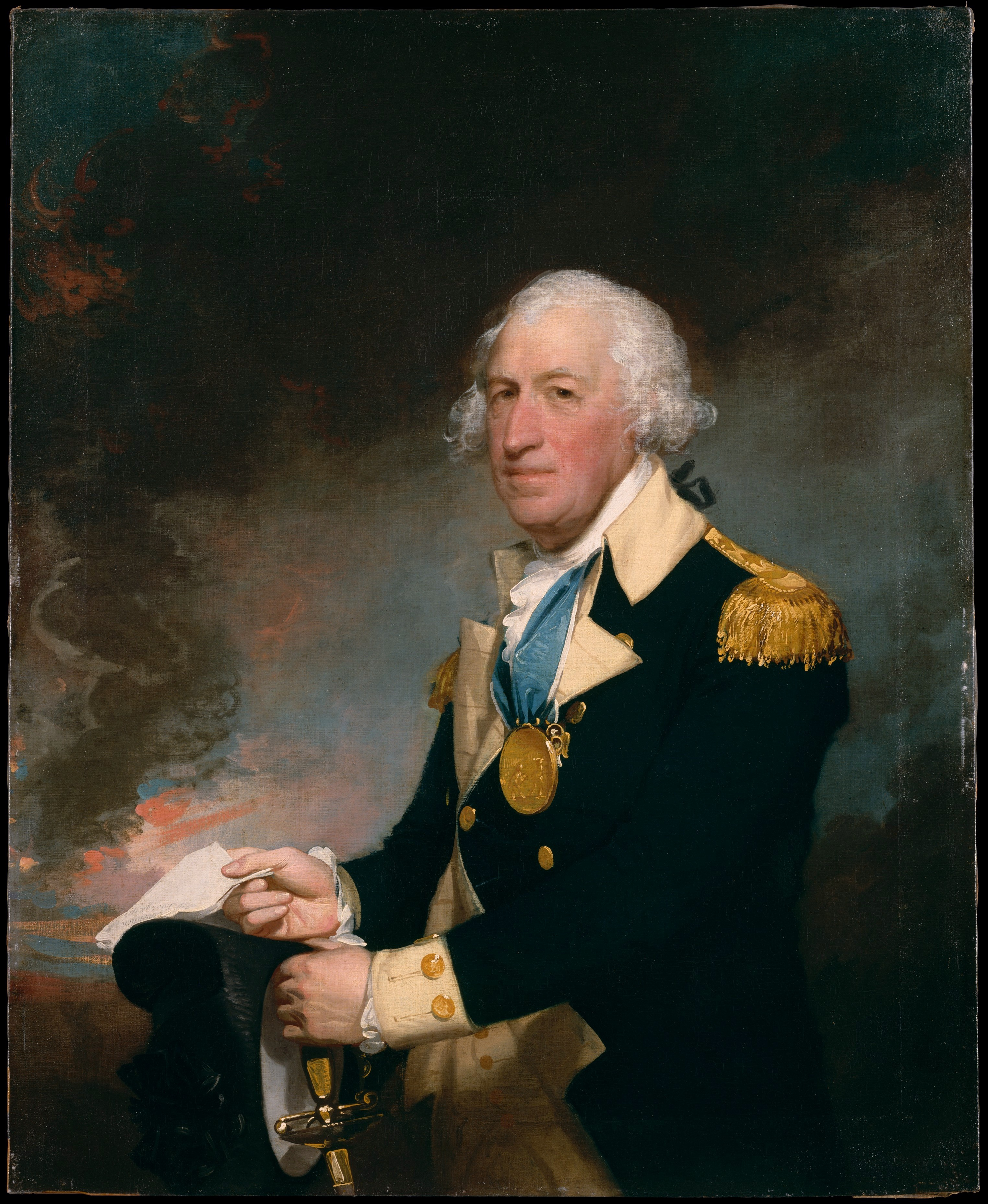
Generál Horatio Gates, portrét Gilbert Stuart

### Britská situace
Americká revoluční válka trvala už skoro dva roky a Britové rozhodli o změně strategie. Rozhodli se rozdělit třináct kolonií a izolovat Novou Anglii od ostatních kolonií, které považovali za vstřícnější k britské politice. V roce 1777 britské velení vymyslelo plán na rozdělení kolonií tak zvaným třícestným klešťovým sevřením. Západní kleště mělo představovat uskupení pod velením Barryho St. Legera, jež mělo postupovat od jezera Ontario přes západ státu New York po řece Mohawk. Jižní klešťový obchvat měl zajistit postup armády údolím řeky Hudson z New Yorku. Severní sevření měly zajišťovat jednotky pochodující na jih od Montrealu a všechny tři proudy se měly setkat v blízkosti Albany a oddělit tak Novou Anglii od ostatních kolonií.

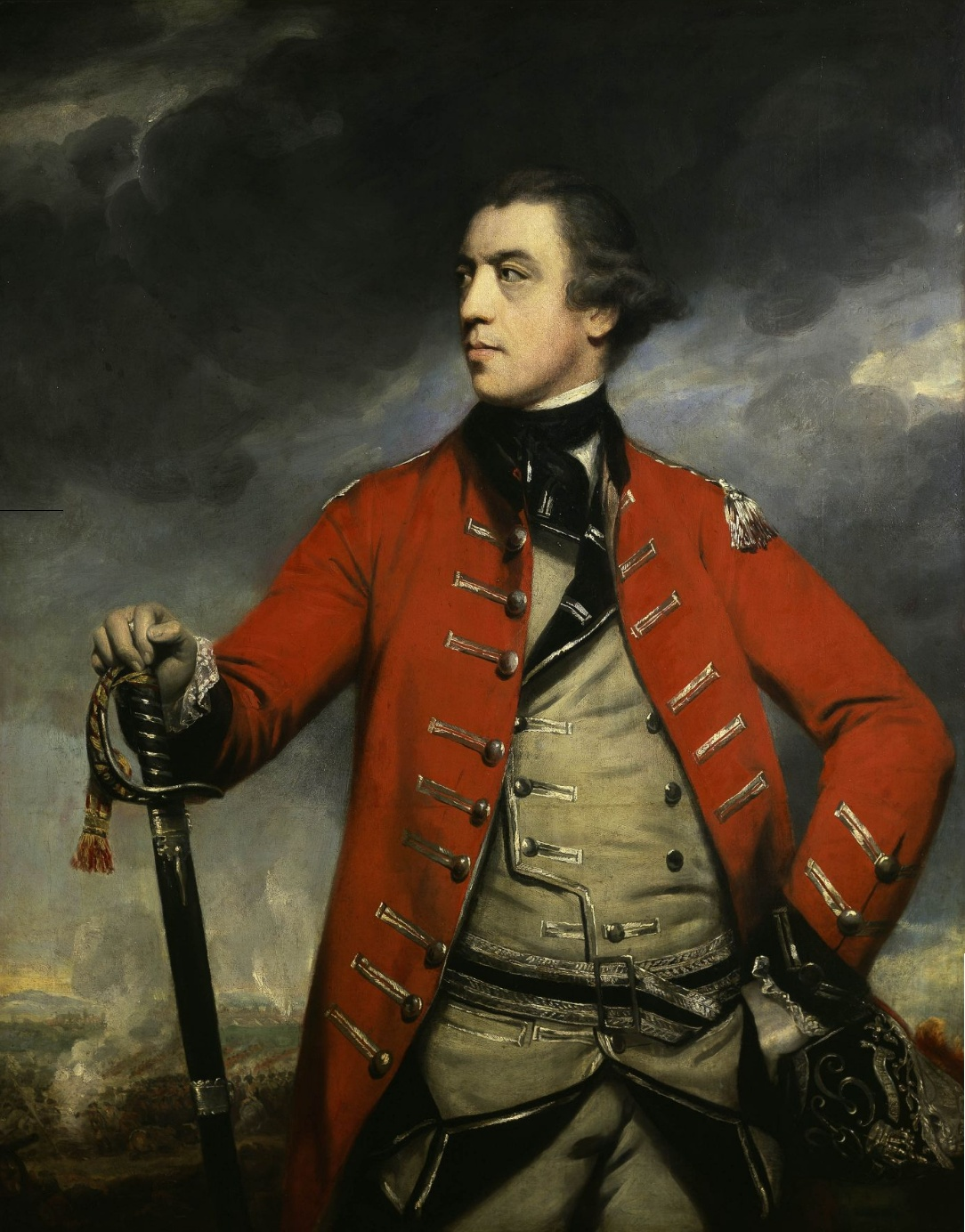
Generál John Burgoyne byl pro své chování označován jako "Gentleman Johnny", (portrét sir Joshua Reynolds, asi 1760)

Britský generál John Burgoyne se v červnu 1777 vydal na jih z provincie Quebec, aby získal kontrolu nad údolím řeky Hudson. Jeho armáda se i přes vítězství u pevnosti Ticonderoga dostávala do potíží. Část armády dosáhla horního toku Hudsonu již koncem července, ale logistické a zásobovací problémy zdržely hlavní armádu v pevnosti Edward. Pokus o zmírnění těchto obtíží selhal, když bylo v bitvě u Benningtonu 16. srpna zabito nebo zajato téměř 1 000 mužů a navíc 28. srpna dorazila k Burgyonovi zpráva, že síly britského důstojníka Legera Barrimora Matthewa, které neúspěšně obléhaly pevnost Stanwix, se obrací zpět.
Generál William Howe se rozhodl nepodpořit Burgoyna u Saratogy. Odplul se svou armádou z New Yorku po moři na jih k Filadelfii namísto na sever, aby se setkal s Burgoynem. Většina indiánské podpory Britů uprchla po porážce u Benningtonu a jeho situace se stala opravdu obtížnou. Potřeboval ubytovat svou armádu před příchodem zimy, což vyžadovalo buď ustoupit do zpět do Ticonderogy, nebo postupovat do Albany. Burgoyne se rozhodl pro postup do Albany. Pak úmyslně přerušil komunikaci vedoucí na sever, aby nemusel udržovat řetězec silně opevněných základen mezi jeho pozicí a Ticonderogou a rozhodl se překročit řeku Hudson v době, kdy byl v relativně silné pozici. Nařídil baronovi Riedeselovi, který velel zadní části armády, aby opustil základnu na jihu Skenesboro a poté mezi 13. a 15. září nechal armádu přejít přes Hudson severně od Saratogy.

### Americká situace
Od Burgoynova vítězství u pevnosti Ticonderoga začátkem července byla Kontinentální armáda nucena pomalu ustupovat. Pevnost neubránil generálmajor Philip Schuyler. Další americké síly stály jižně od Stillwateru v New Yorku. Dne 19. srpna generálmajor Horatio Gates převzal velení od Schuylera, neboť důvěra v jeho schopnost velení byla pošramocena po ztrátě pevnosti Ticonderoga a následnému ústupu. Gates a Schuyler byli z velmi odlišného prostředí a nevycházeli spolu; už předtím se nedokázali shodnout v otázkách velení. Armáda kolonistů posilovala jednak kvůli zvýšené účasti mužů z milicí po výzvách guvernérů jednotlivých států, také po úspěchu v Benningtonu. Další příčinou bylo velké pobouření vyvolané zprávou o zabití Jane McCreaové, snoubenky jednoho z loajalistů. Příběh jejího života a smrti vstoupil do amerického folklóru a použil jej James Fenimore Cooper v The Last of Mohicans (Poslední Mohykán) a Kenneth Lewis Roberts v Rabble in Arms. Byla zabita Indiány sloužícími v britské armádě pod Burgoynovým velením.
Situaci armády generála Gatese zlepšila také strategická rozhodnutí generála George Washingtona. Washington byl nejvíce znepokojen manévry generála Williama Howea, 5. vikomta Howe. Byl si vědom toho, že i Burgoyne svou armádou přemísťuje a tak v červenci zariskoval. Poslal na sever na pomoc jednotky generála Benedikta Arnolda, jeho nejagresivnějšího polního velitele, a generála Benjamina Lincolna z Massachusetts, známého svými dobrými styky s milicemi v Nové Anglii. Nařídil 750 mužům z jednotek Israela Putnama bránit pozice na Bemis Heights, v srpnu se měli spojit s Gatesovou armádou. Akci nařídil ještě dříve než bylo jisté, že generál Howe skutečně odpochodoval na jih. Poslal také na pomoc některé z nejlepších mužů z vlastní armády: plukovníka Daniela Morgana a nově vytvořený "Provisional Rifle Corps" (Prozatímní střelecký sbor), který tvořilo asi 500 speciálně vybraných střelců z Pensylvánie, Marylandu a Virginie, vytipovaných pro jejich výborné střelecké schopnosti. Tato jednotka se stala známou jako Morgan's Riflemen (Morganovi střelci).

Mapa ukazující pohyby nepřátelských armád v bojích u Saratogy a plán bitev (vložka)

Dne 7. září Gates nařídil své armádě pochodovat na sever, na výšiny byly známé jako Bemis Heights, ležící severně od Stillwateru a asi 10 mul (16 km) jižně od Saratogy. Místo bylo vybráno pro svůj obranný potenciál; armáda strávila zhruba týden stavbou obranných opevnění navržených polským inženýrem Tadeuszem Kościuszkem. Z výšin byl dobrý výhled na celou oblast. Navíc odsud bylo možné kontrolovat jedinou cestu do Albany procházející mezi útesem, výšinami a řekou Hudson. Na západ od výšin byly silně zalesněné rokle, které by představovaly významnou výzvu pro každou, jakkoli dobře vybavenou armádu.

## První bitva u Saratogy, bitva u Freemanovy farmy

### Příprava
Burgoyne postupoval na jih opatrně. Poté, co jeho armádu opustili indiánští bojovníci, přišel o spolehlivé informace o amerických pozicích. Dne 18. září předvoj jeho armády dosáhl pozice severně od Saratogy, asi 4 míle (6,4 km) od americké obranné linie, a mezi oběma armádami začalo docházet k potyčkám. Americký tábor se stal "líhní" slavných intrik od chvíle, kdy se generál Benedict Arnold vrátil z boje u pevnosti Stanwix. Vztah Arnolda a Gatese již dříve nebyl ideální, ale byl stále korektní navzdory jejich "pichlavým egům". Nyní se podařilo Arnoldovi popudit proti sobě Gatese tím, že jmenoval důstojníky přátelské vůči Schuylerovi jako svůj štáb a vtáhl je do probíhajícího sporu mezi nimi. Až do bojů z 19. září byl vztah Arnold - Gates chladný až napjatý. Události toho dne přispěly k vyhrocení situace. Gates přidělil levé křídlo obrany Arnoldovi a sám převzal velení pravého křídla, které bylo nominálně přiděleno generálu Lincolnovi, kterému Gates v srpnu přidělil některé jednotky s úkolem obtěžovat britské pozice za Burgoynovou armádou.

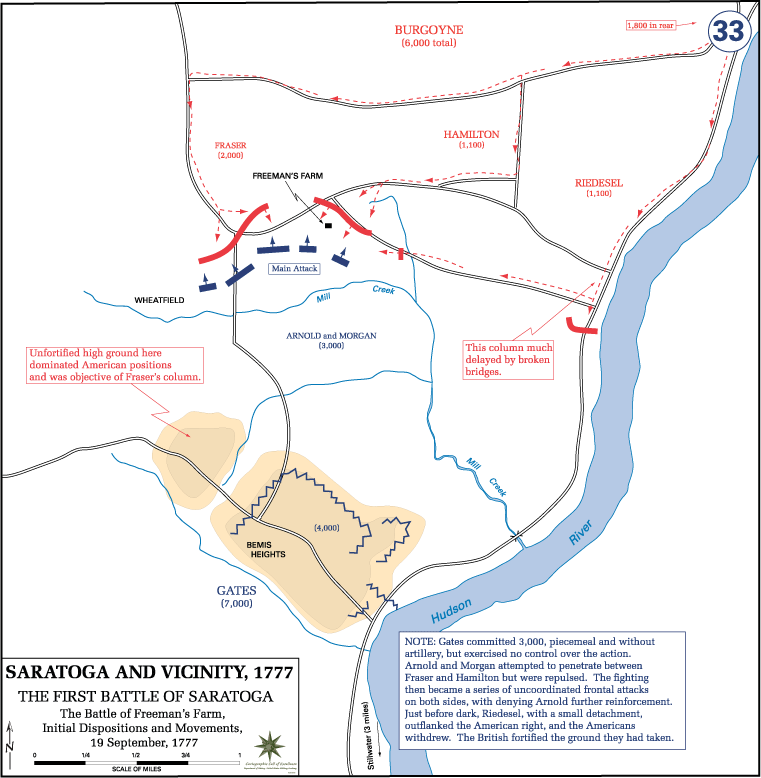
Počáteční pozice a pohyby jednotek v bitvě u Freemanovy farmy ze dne 19. září 1777

Burgoyne i Arnold chápali strategický význam amerického levého křídla a potřebu ovládnout výšiny. Poté, co se ranní mlha kolem 10 hodiny zvedla, nařídil Burgoyne armádě postupovat ve třech proudech. Baron Riedesel vedl levý proud podél řeky, kolona se skládala z německých vojáků a 47. Lancashirského regimentu. Měli za úkol dopravit dělostřeleckou výzbroj, střežit zásoby a lodě na řece. Generál James Inglis Hamilton velel střednímu proudu, který se skládal z 9., 20., 21. a 62. pluku. Jeho úkolem bylo zaútočit na výšiny a generál Simon Fraser vedl pravé křídlo s 24. regimentem a lehkou pěchotou s granátníky. Jejich úkolem bylo zaútočit na americký levý bok přes silně zalesněné výšiny severně a západně od Bemis Heights. Takový manévr Arnold předpokládal a proto požádal Gatese o povolení přesunout své síly z Bemis Heigts do míst, kde by se utkal s nepřítelem tam, kde by mohl uplatnit výhodu americké zkušenost v boji v lesnatém terénu. Gates, jenž upřednostňoval strategii sedět a čekat na očekávaný čelní útok, nakonec svolil provést průzkum. Průzkumná jednotka se skládala z mužů Daniela Morgana a lehké pěchoty Henryho Dearborna. Když Morganovi muži dosáhli otevřeného pole severozápadně od Bemis Heights patřících k farmě loajalisty Johna Freemana, spatřili na poli britské jednotky. Fraserovy muži se poněkud opozdili a ještě na pole nedorazili. Hamiltonova kolona prošla přes rokli a přibližovala se k poli z východu hustým lesem a obtížným terénem. Riedeselova část britských jednotek byla sice na cestě, avšak postupovala pomalu, byla zpomalována překážkami, které vybudovali Američané. Zvuk střelby na západě přiměl Riedesela poslat část svého dělostřelectva tímto směrem. Morganovi muži si uvědomili, že mají nevítanou společnost, muže z jednotky skotského generála Jamese Inglise Hamiltona.

### Bitva

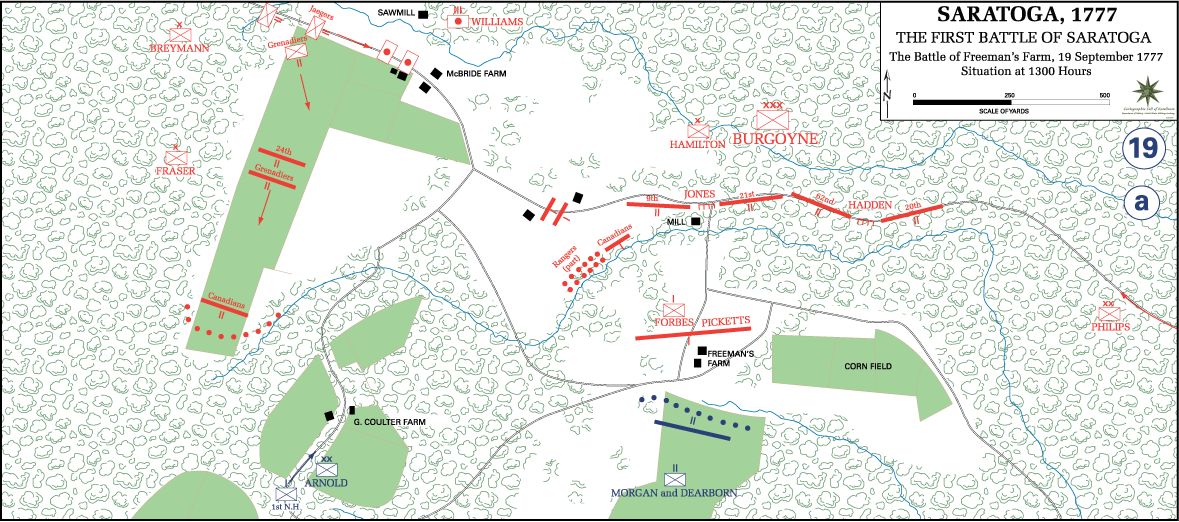
Mapa ukazující pozice ve 13 hodin

Morganovi nezbývalo nic jiného než bojovat. Umístil své muže na strategické pozice, ze kterých mohli střelci zacílit na jednotlivé důstojníky v první linii. Morganovi muži se později bránili, netušili, že hodlají bojovat s hlavní armádou gen. Burgoyna. Když se jim podařilo vést rovnocenný boj s Brity, dorazily, pro Brity právě včas, Fraserovy předsunuté jednotky. Zaútočily zleva na Morganovy muže a zatlačily je zpět do lesa. James Wilkinson, který jel směrem k farmě, poté co slyšel zvuky bitvy, se vrátil do amerického tábora pro posily. To už se britští vojáci obrátili a vraceli se zpět na své pozice. Bohužel vojáci jejich přední linie zahájili palbu a zabili řadu vlastních mužů.

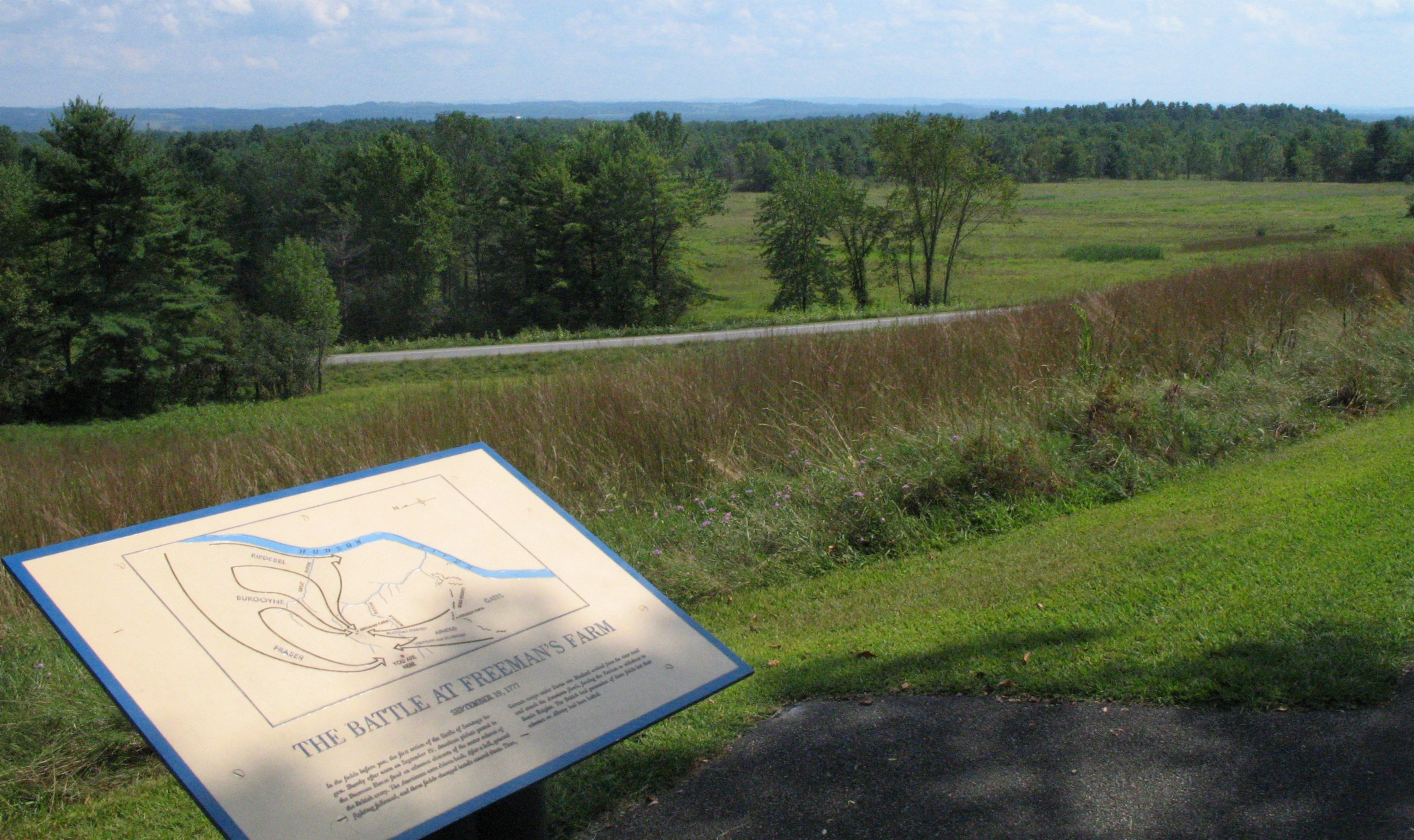
Moderní pohled na bojiště u Freemanovy farmy

Kolem 13. hodiny nastal na bojišti klid. Pluky generála Hamiltona se začaly znovu formovat na severní straně pole a na jižní stranu začaly přicházet americké posily. Když se Gates dozvěděl o Morganových potížích, nařídil poslat mu na podporu dva další pluky (1. a 3. newhampshirský). spolu s pluky (2. newyorský, 4. newyorský, 1. kanadský) plus milice z Connecticutu brigádního generála Enocha Poora, které je měli následovat. Burgoyne umístil Hamiltonovy muže z 21. pluku na pravou stranu, z 20. pluku na stranu levou a 62. pluk měl hájit střed. Jako záloha byl určen 9. pluk.

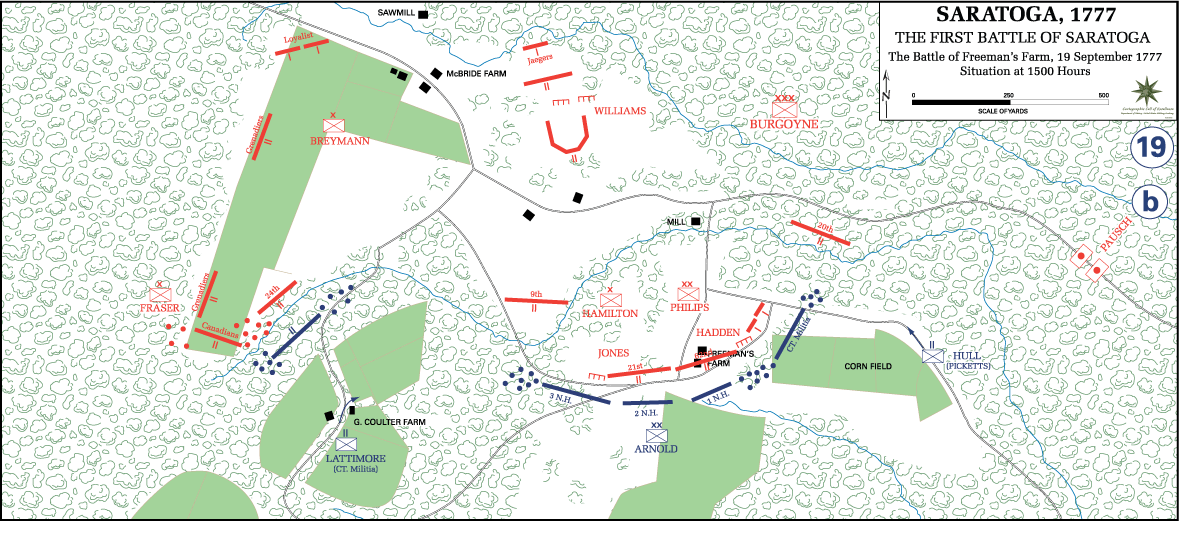
Mapa ukazující pozice v 15 hodin

Bitva pak procházela fázemi intenzivního boje s přestávkami v akci. Morganovi muži se v lese přeskupili. Střelci si za cíl vybírali hlavně důstojníky a dělostřelce. Byli tak efektivní při zabíjení posledně jmenovaných, že Američané několikrát získali krátkou kontrolu nad britskými silami. Ovšem jen aby jí při příštím britském útoku opět ztratili. V jednu chvíli věřili, že byl zasažen sám Burgoyne. Byl to omyl, zasažen byl jeden z jeho důstojníků, který se stal obětí svého bohatě vystrojeného koně. Střed britské linie byl v jednom okamžiku téměř prolomen a pouze zásah generála Phillipse, který vedl 20. a 62. pluk umožnil frontu znovu zformovat. V monografii Rogera Lamba, jednoho z přímých účastníků bitvy se píše: „V této bitvě padl velký počet důstojníků, protože naše armáda oplývala mladými muži, kteří po několika letech relativního míru byli přitahováni vojenským povoláním. V této bitvě byli zabiti tři důstojníci 20. pluku, z nichž nejstaršímu nebylo ani sedmnáct let.“
Konec bitvy patřil Britům. Zhruba kolem 15. hodiny poslal Riedesel k Burgoyneovi posla pro pokyny. O dvě hodiny později se posel vrátil s rozkazem hlídat zásobovací vlak, ale také poslat všechny muže, které může postrádat, k americkému pravému křídlu. Riedesel si ponechal 500 mužů, aby hlídali životně důležitý zásobovací vlak, a pochodoval do akce se zbytkem svých mužů. Dvě jeho jednotky zahájily palbu na americké pravé křídlo a Fraserova síla hrozila, že zaútočí na levé křídlo Američanů. V reakci na tuto hrozbu Arnold požádal o posily a Gates mu poslal brigádu Ebenezera Learneda (2., 8. a 9. pluk z Massachusetts). (Kdyby byl Arnold v poli, mohly tyto síly místo toho čelit většímu nebezpečí, které představovali Riedeselovi muži.) Naštěstí pro americkou armádu se setmělo a tma ukončila bitvu. Američané ustoupili a nechali Brity na bojišti.

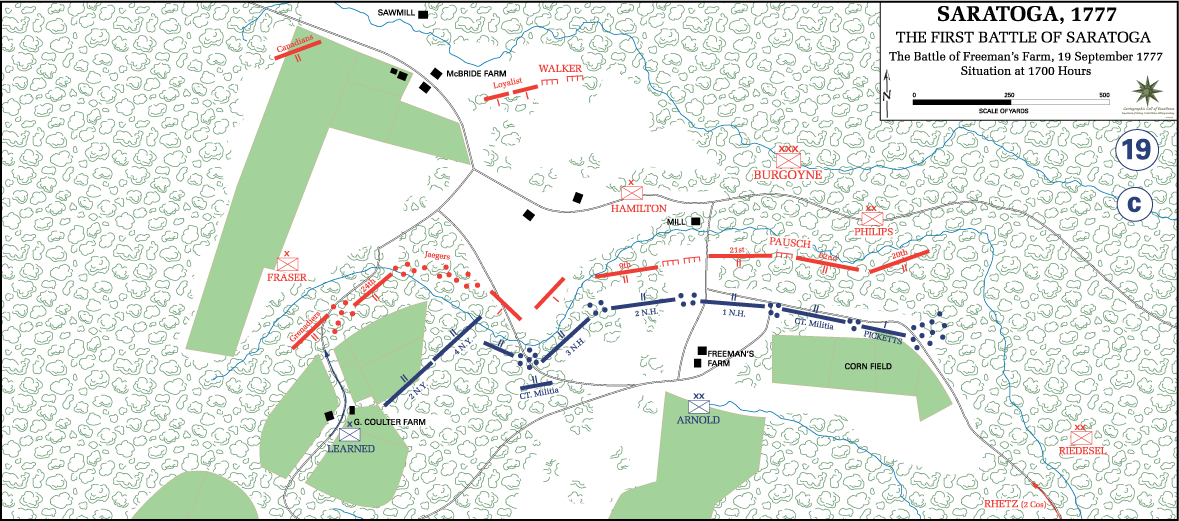
Mapa zobrazující pozice v 17 hodin

Burgoyne získal bitvu, ale cena za vítězství byla velká. Ztratil skoro 600 mužů. Většina byla z Hamiltonova 62. pluku, pluk byl redukován na velikost jedné roty a tři čtvrtiny dělostřelců byli zabity nebo zraněny. Americké ztráty byly téměř 300 mrtvých nebo vážně raněných.
Ve zprávách z této bitvy je uváděno, že generál Benjamin Arnold byl v poli a řídil část bojů. John Luzader, bývalý historik, který pracoval v "Saratoga National Historical Park", pečlivě dokumentuje zdroj těchto informací. Tvrdí, že v dostupných materiálech je doloženo, že Arnold zůstal u Gatese ve štábu, dostával zprávy a odesílal rozkazy pouze prostřednictvím poslů. Arnoldův životopisec James Kirby Martin však nesouhlasí s Luzaderem a tvrdí, že Arnold hrál aktivnější roli v boji na Freemanově farmě, směroval jednotky Patriotů na jednotlivé pozice a možná vedl i některé akce, než byl Gatesem odvolán do štábu.

### Mezihra
Britský štáb se rozhodoval zda zaútočit již další den, 20. září. Nakonec padlo rozhodnutí odložit další útok alespoň o další jeden den, na 21. září. Armáda se přesunula, aby upevnila své pozice poblíž americké linie. Někteří muži sbírali své mrtvé. Útok 21. září byl odvolán také. Burgoyne totiž obdržel dopis od Henryho Clintona ze dne 12. září. Henry Clinton velel britské posádce v New Yorku. Clinton navrhl, že by mohl „zatlačit na Fort Montgomery asi za deset dní.“ (Fort Montgomery byla americká pevnost na řece Hudson v New York Highlands jižně od West Point, stát New York). Pokud Clinton opustil New York 22. září, „asi deset dní“ poté, co napsal dopis, Burgoyne nemohl doufat, že dorazí k Saratoze před koncem měsíce. Burgoyne, mající nedostatek mužů a jídla, byl stále ve velmi obtížné situaci, ale přesto se rozhodl počkat, doufaje, že Clinton přece jen dorazí včas, aby podpořil jeho armádu. Poslal Clintonovi 23. září dopis s prosbou aby mu pomohl porazit či alespoň odklonit Gatesovu armádu. Clinton vyplul z New Yorku 3. října a 6. října přepadl pevnosti "Montgomery" a "Clinton" s cílem donutit k přesunu jednotky gen. Gatese a uvolnit ruce Burgoyovi. Nejdále na sever se Clintonova armáda dostala do Clermontu v New Yorku, kde 16. října přepadli panství Livingston Manor prominentní rodiny Patriotů, rodiny Livingstonů.

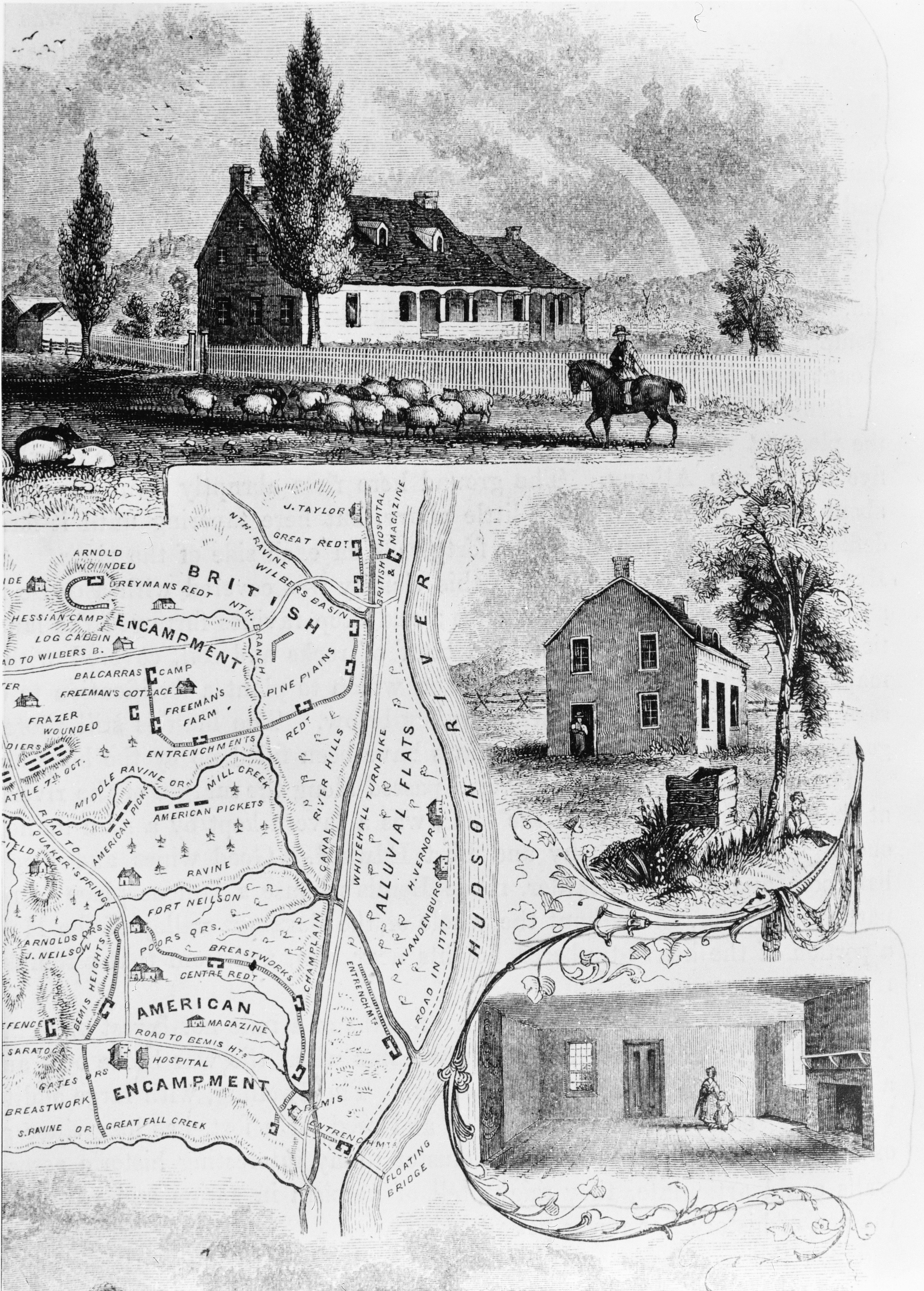
Plán bojiště u Saratogy a obrázek domu Johna Neilsona (který sloužil jako sídlo Enocha Poora a Benedikta Arnolda), pohled z jihu, východu a interiér

Generál Lincoln na začátku září shromáždil v Benningtonu 2 000 mužů. Plukovník John Brown z Pittsfieldu z Massachusest a jeho jednotka 500 mužů přepadli špatně bráněné pozice mezi Ticonderogou a jezerem Lake George a poté několik dní neúspěšně bombardovali pevnost. Tito muži včetně vězňů, které se podařilo osvobodit, dorazili do amerického tábora do 29. září.
V americkém táboře se vzájemná nevraživost mezi Gatesem a Arnoldem konečně přetavila do otevřeného nepřátelství. Gates rychle oznámil průběh boje z 19. září Kongresu a viceprezidentovi Georgeovi Clintonovi do New Yorku, ale Arnolda vůbec nezmínil. Polní velitelé a muži všeobecně připisovali úspěch bitvy Arnoldovi. Téměř všechny zúčastněné jednotky byly pod Arnoldovým velením. Arnold byl ten, kdo řídil bitvu, zatímco Gates seděl ve svém stanu. Arnold protestoval a spor se stupňoval, křičelo se a vše skončilo tím, že Gates zbavil Arnolda velení a převelel ho k Benjaminovi Lincolnovi. Načež Arnold požádal o převedení k armádě Georga Washingtona. Gates souhlasil, ale Arnold místo odchodu zůstal dál ve svém stanu. Neexistuje žádný dokument pro často uváděnou historku, že Arnolda k setrvání v táboře přesvědčila petice podepsaná předními důstojníky. Během tohoto období docházelo téměř denně k potyčkám mezi hlídkami obou armád. Morganovi ostrostřelci, obeznámení se strategií a taktikou boje v lesích, neustále útočili na britské hlídky na západním křídle. Jak září přešlo do října, bylo jasné, že Clinton na pomoc Burgoynovi nedorazí. Ten proto od 3. října rozkázal snížit příděly jídla. Následující den Burgoyne svolal válečnou poradu. Bylo navrhováno několik možností, ale nebylo učiněno žádné rozhodnutí. Když porada další den pokračovala, Riedesel navrhl ústup. Tento návrh podporoval i Fraser, ale Burgoyne návrh odmítl. Trval na tom, že ústup by byl hanbou. Nakonec se dohodli na útoku na americký levý bok se dvěma tisíci muži, více než třetinou armády, dne 7. října. Armáda, na kterou plánovali zaútočit, však mezitím vzrostla. Kromě návratu Lincolna od Ticonderogy přicházeli stále další jednotky milicí. Rostly zásoby potravin a také střeliva, jehož zásoby byly v první bitvě kriticky vyčerpány. Britská armáda generála Burgoyna čelila 7. října více než 12 000 mužů a byla vedena mužem, který věděl, jak velké potíže Britové mají. Gates totiž dostával informace od dezertérů opouštějících britské linie a také zachytil Clintonovu odpověď na Burgoynovu prosbu o pomoc.

## Druhá bitva u Saratogy: Bitva u Bemis Heights (7. října)

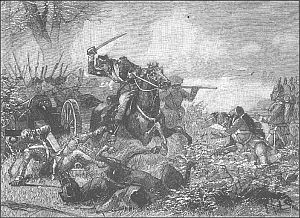
Benedict Arnold v bitvě o Bemis Heights

Zdálo se, že Burgoynova vycvičená armáda je silnější než jednotky kolonií. Ve skutečnosti měl pravděpodobně jen asi 5 000 mužů skutečně připravených na bitvu. Velké ztráty z předchozích bitev a po mnoha dezercích po 19. září jeho bojovou sílu snížilo. Generál Riedesel znovu doporučil ústup. Burgoyne se rozhodl pro průzkum amerického levého křídla se záměrem zjistit eventuální vyhlídky na úspěšný útok. Jako generálský doprovod byl určen Fraserův sbor "Advanced Corps" napravo, vlevo operovali britští granátníci a v centru pochodovali muži shromáždění ze všech německých pluků. Měli s sebou osm britských děl pod velením majora Williamse, dvě děla jednotky Hesse-Hanau pod velením kapitána Pausche. Vojáci vyrazili mezi 10. a 11. hodinou a postoupili asi tři čtvrtiny míle (1 km) na Barberovo pšeničné pole na vyvýšenině nad Mill Brook, kde se zastavili, aby pozorovali americké postavení. Pole bylo ideálním místem pro dělostřelecké útoky, ale pozice jednotek na bocích byly nebezpečně blízko okolních lesů. Generál Gates, poté co odvolal Arnolda z velení, převzal sám velení americké levice a velení pravice přenechal generálu Lincolnovi. Když američtí průzkumníci přinesli Gatesovi zprávy o přesunech Britů, nařídil Morganovým střelcům zaujmout pozice nalevo, Poorovi muži z 1., 2. a 3. New Hampshire regimentu vlevo; 2. a 4. regiment z New Yorku vpravo a Learnedovy regimenty 1. newyorský, 1. kanadský, 2., 8. a 9. pluk z Massachusetts, plus milice) umístil v centru. 1200 mužů newyorských milicí pod velením brigádního generála Abrahama Ten Broecka byla držena v záloze za Learnedovou linií. Celkem se toho dne účastnilo bitvy více než 8 000 Američanů, včetně asi 1400 Lincolnových mužů, kteří byli připraveni zasáhnout podle potřeby.

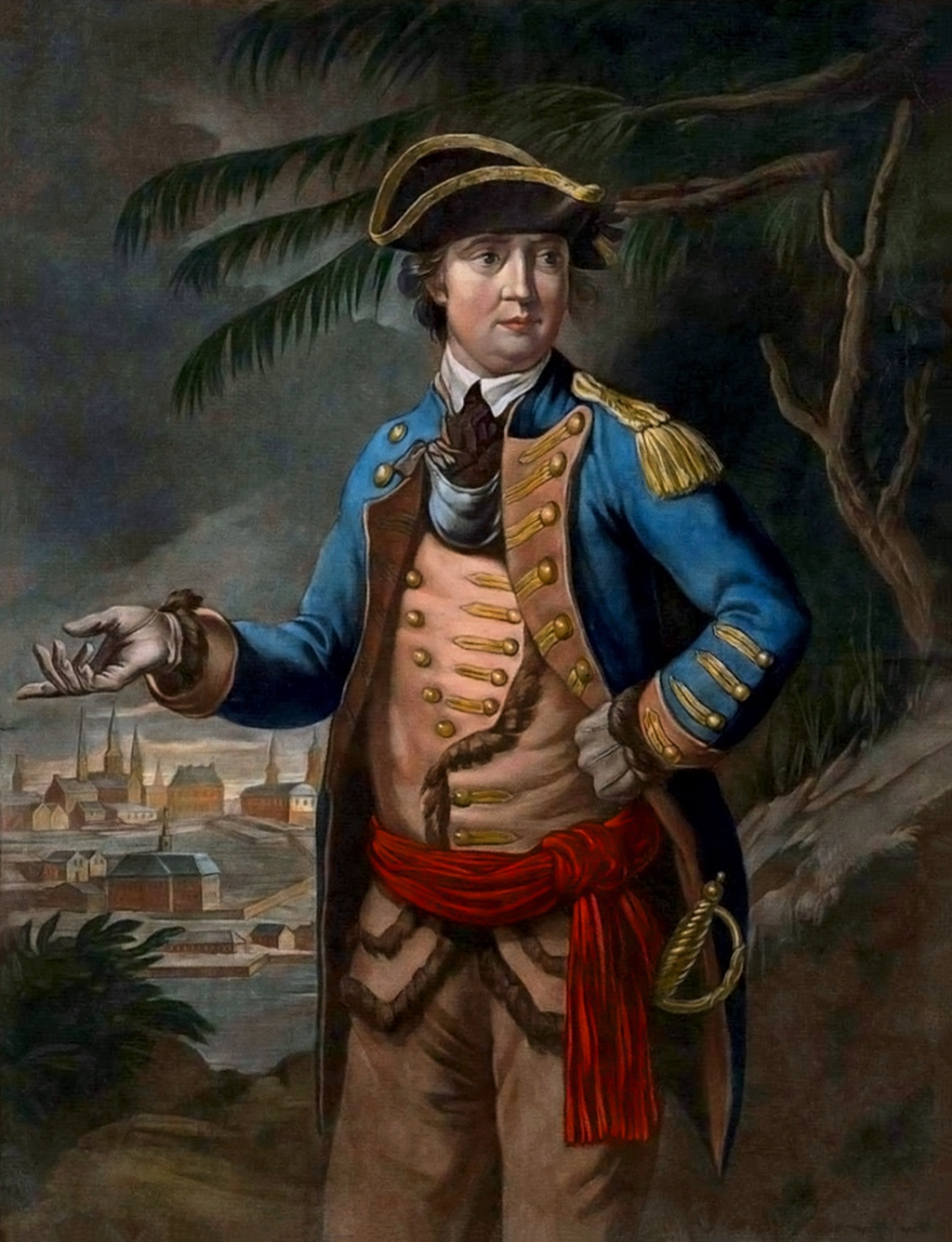
Benedict Arnold, portrét malíře Thomase Harta

Bitvu zahájili mezi druhou hodinou a půl třetí britští granátníci. Poorovi muži útok zadrželi, ostatně terén učinil britskou střelbu z velké části neúčinnou. Když major Acland vedl britské granátníky do boje na bajonety, Američané konečně začali se střelbou zblízka. Major Acland padl, byl zasažen do obou nohou. Padlo také mnoho granátníků. Jejich pozice byly ztraceny a Poor se svými muži postupoval vpřed, aby zajali majora Aclanda a Williamse a ukořistili jejich děla. Na americké levé straně se Britům také nedařilo. Morganovi muži smetli Kanaďany a domorodé Američany, aby se dostali k Fraserovým mužům. Přestože Morgan byl Brity mírně přečíslen, podařilo se mu rozbít několik britských pokusů o přesun na západ. Generál Fraser byl v této fázi bitvy smrtelně zraněn. Často se tvrdí, že Frasera zastřelil Timothy Murphy, jeden z Morganových mužů. Historka je pravděpodobně smyšlenka z 19. století. Pád Frasera a příchod silné brigády milicí Abrahama Ten Broecka, která se zhruba rovnala celé britské průzkumné síle, zničila britské odhodlání a začal dezorganizovaný ústup Britů směrem k vlastním zákopům. Generála Burgoyna málem zabil jeden z Morganových střelců; třemi ranami byl zasažen jeho kůň, klobouk a vesta.
První fáze bitvy trvala asi jednu hodinu a stála Burgoyna téměř 400 mužů, včetně zajetí většiny granátníků, a ztráty šesti z deseti polních děl dopravených na bojiště.

### Americký útok
V tuto chvíli dostali Američané nečekanou posilu. Generál Arnold, který v americkém táboře „prožíval velké rozrušení a hněv“ a možná i pil, se rozhodl přidat k akci. Gates za ním okamžitě poslal majora Armstronga s rozkazem k opuštění bojiště. Armstrong Arnolda nenašel, dokud bitva neskončila. (Dopis, který napsal svědek řízení v táboře, naznačuje, že Arnold měl ve skutečnosti povolení Gatese k účasti na této akci.) Obrana na pravé straně britského tábora se dostala do potíží. Nejvzdálenější pozici hájilo asi 300 mužů pod velením německého podplukovníka z knížectví Brunswick-Wolfenbüttel, Hneinricha von Breymanna z Hesenska. Ostatní pozice hájili muži pod velením generála Alexandera Lindsaye, 6. hraběte z Balcarres (lorda Balcarresa). Mezi těmito dvěma opevněními držel pozice malý kanadský kontingent. Většina ustupujících Britů směřovala na Balcarresovu pozici, protože Breymannova pozice byla mírně na sever a dále od bojiště. Arnold nejprve vedl americké pronásledování a poté Poorovy muže do útoku na Balcarresovo opevnění. Balcarres nastavil svou obranu dobře a pozice byly drženy tak urputně, že Burgoyne poté napsal: „Odhodlanější vytrvalost, než ukázali… s takovou nemá zkušenost žádný důstojník.“ Když Arnold viděl, že záloha je v pořádku a že Learned se připravuje k útoku na Breymannovo opevnění, zavelel zahájit útok a odvážně se pohyboval mezi liniemi, vždy se objevil pozoruhodně nezraněný. Vedl Learndovy muže mezerou mezi zákopy a dostal se za Breymannovy pozice, kde už zasahovali Morganovi muži. V zuřivé bitvě bylo opevnění proraženo a Breymann byl zabit. Arnoldův kůň byl zasažen jedním z posledních výstřelů a generál utrpěl zranění nohy jednak výstřelem a jednak padajícím koněm. Major Armstrong konečně dohnal Arnolda, aby mu oficiálně nařídil návrat do štábu, ale to už Arnolda odnášeli do bezpečí. Prolomení Breymannovy obranné linie odkrylo britský tábor, ale to už nastala tma. Pokus některých Němců o opětovné dobytí opevnění skončil jejich zajetím, v nastalé tmě je nespolehlivý průvodce spolehlivě dovedl k americkým liniím.

### Kapitulace
Burgoyne ztratil ve dvou bitvách 1 000 mužů, Americké ztráty byly asi 500 zabitých a zraněných. Burgoyne také ztratil několik svých nejlepších velitelů, jeho pokusy o dobytí amerických pozic selhaly a jeho přední linie byla prolomena. Po druhé bitvě Burgoyne zapálil ohně na zbývajících předních pozicích a pod závojem tmy stáhl své muže 10–15 mil severně poblíž dnešního Schuylerville v New Yorku. Ráno 8. října byl zpět na stejných pozicích ze 16. září. Dne 13. října byla britská armáda obklíčená. Burgoyne přednesl své válečnou radě návrh podmínek kapitulace. Riedesel navrhl, aby v podmínkách kapitulace bylo jejich propuštění, odzbrojení a poté by směli pochodovat zpět do Kanady beze svých zbraní. Burgoyne byl toho názoru, že Gates by o takovém návrhu ani neuvažoval, a místo toho žádal, aby byli dopraveni do Bostonu, odkud by odpluli zpět do Evropy. Po několika dnech vyjednávání podepsaly obě strany kapitulaci. Dne 17. října se Burgoyne se svou armádou vzdal generálu Gatesovi. Britům a německým vojskům, když vycházeli ven, aby se vzdali, byla vzdána čest podle tradice "Honours of war", kdy kapitulující posádka může pochodovat s bubny či hudbou a s rozvinutými vlajkami. Poté se stávají válečnými zajatci nebo je jim umožněn volný průchod. Zbytek britské armády vytvořil tzv. Convention Army, armádu pojmenovanou po úmluvě, která jim zajistila bezpečný průchod zpět do Evropy. Nicméně, kontinentální kongres zrušil dohodu a Convention Army byla držena v zajetí až do konce války.

## Následky

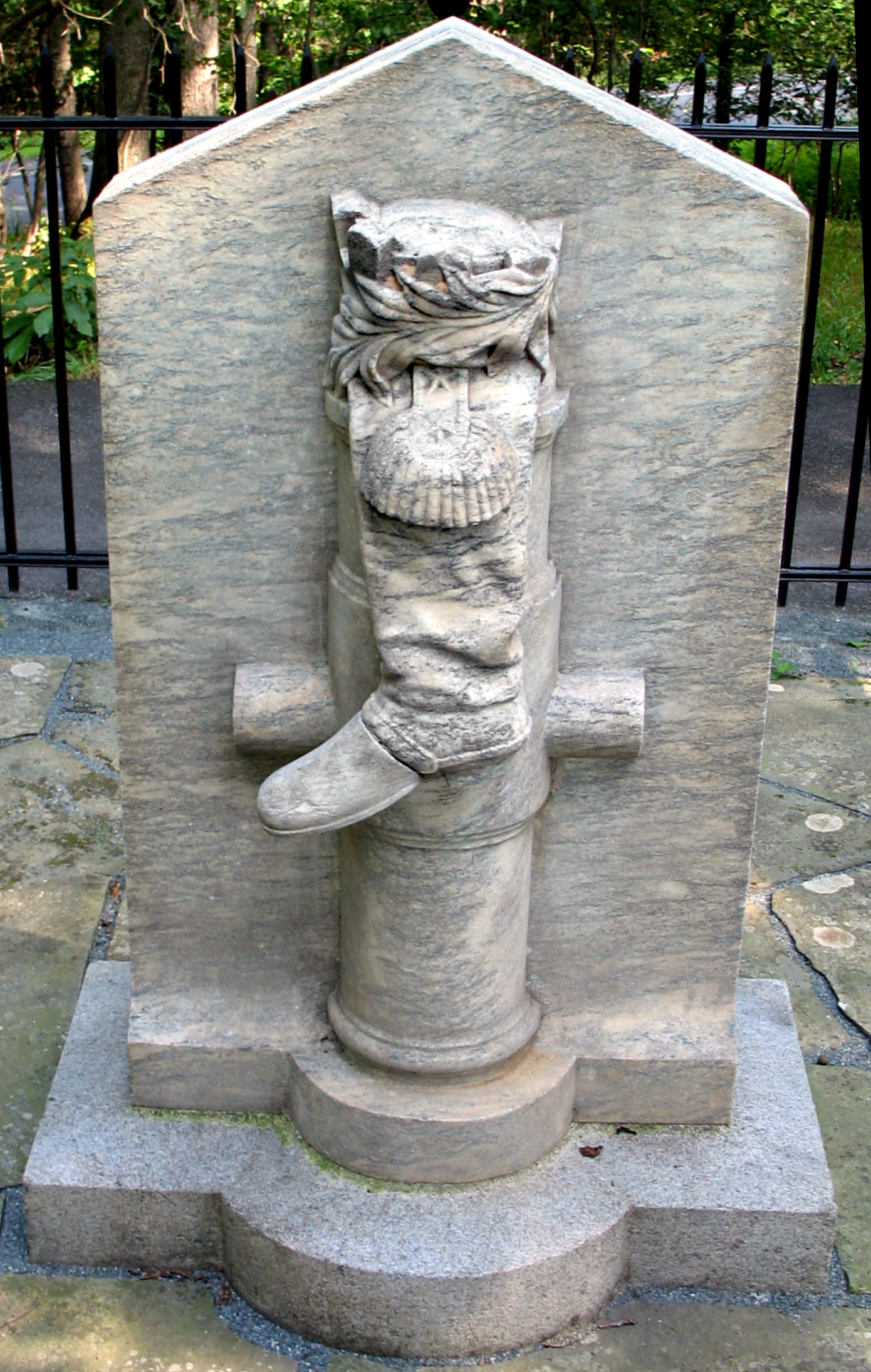
Boot Monument, monument zobrazující Arnoldovu zraněnou nohu

Burgoyneova neúspěšná kampaň znamenala hlavní zlom ve válce. Generál Burgoyne se vrátil do Anglie a nikdy nedostal další velící postavení v britské armádě. Britové zjistili, že Američané jsou stateční a velmi efektivní bojovníci. Jak řekl jeden britský důstojník:
Odvaha a tvrdohlavost, se kterou Američané bojovali, byla neuvěřitelná, a naprosto nás přesvědčili, že nejsou tak opovrženíhodným nepřítelem, jakého jsme si doposud představovali, neschopným postavit se pravidelné dobře vycvičené armádě a schopní bojovat pouze pod silným velením.

Arnoldovo zranění si vyžádalo pět měsíců léčení. I poté nebyl ještě schopen vojenské služby v poli. Pracoval jako vojenský guvernér Filadelfie. Arnold vedl zrádné korespondence s Brity. Velel pevnosti ve West Pointu a rozhodl předat pevnost Britům, aby mohl přejít do nepřátelské armády. Jeho spiknutí bylo odhaleno, když jeho kontakt major britské armády John André byl zajat.(John André (2. května 1750 - 2. října 1780) byl majorem britské armády a šéfem tajné služby v Americe během americké revoluční války. Kontinentální armáda ho oběsila jako špiona za pomoc Benediktovi Arnoldovi při pokusu o kapitulaci West Point v New Yorku). Arnold poté sloužil pod velením Williama Phillipse, velitele Burgoyne pravého křídla, v roce 1781 při expedici do Virginie.
Generál Gates získal velké uznání jako velící generál největšího amerického vítězství dosavadní války. Existují dohady o jeho účasti na spiknutí vedoucímu k nahrazení George Washingtona jako vrchního velitele. Místo toho dostal velení hlavní americké armády na jihu. Vedl to ke katastrofální porážce v bitvě u Camdenu v roce 1780, kde byl v popředí panického ústupu. Poté Gates už nikdy nevelel jednotkám v poli.
V odezvě na Burgoyne kapitulaci, kongres deklaroval 18. prosince 1777, jako národní den “pro slavnostní díkůvzdání a chválu”; bylo to první oficiální zachovávání dovolené s tímto jménem národem.

### Francouzská pomoc
Jakmile se zpráva o Burgoynově kapitulaci dostala do Francie, král Ludvík XVI. se rozhodl zahájit jednání s Američany, což mělo za následek formální francouzsko-americké spojenectví a francouzský vstup do války. Tím se konflikt přesunul na globální scénu. V důsledku toho byla Británie nucena odklonit zdroje používané ve válce v Severní Americe do Západní Indie a Evropy a spoléhat se na to, co se ukázalo jako chiméra, na loajalistickou podporu jejích severoamerických operací. Francie poražená Brity ve francouzsko-indiánské válce před více než deseti lety si tak našla příležitost podkopat britskou moc a nakonec se pomstít pomocí kolonistů během revoluční války. Před bitvou u Saratogy Francie kolonistům plně nepomohla. Avšak poté, co kolonisté zvítězili v bitvách u Saratogy, si Francie uvědomila, že Američané mají naději na vítězství ve válce, a začali kolonistům plně pomáhat zasíláním vojáků, darů, půjček, vojenských zbraní a zásob.

### Odkaz
Bojiště a místo kapitulace Burgoyne byly zachovány a nyní jsou spravovány službou National Park Service jako Saratoga National Historical Park, který byl zapsán v Národním registru historických míst v roce 1966. Park zachovává řadu budov v oblasti a obsahuje množství památek. Obelisk Saratoga Monument má čtyři výklenky, z nichž tři nesou sochy amerických velitelů: Gatese, Schuylera a plukovníka Daniela Morgana. Čtvrtý výklenek, kde by měla stát socha generála Arnolda je prázdný. Dramatičtějším památníkem Arnoldova hrdinství, který ale jeho jméno nenese, je Boot Monument. Daroval jej generál občanské války John Watts de Peyster a ukazuje botu s ostruhami a hvězdami hlavního generála. Stojí na místě, kde byl Arnold postřelen 7. října a zúčtoval s Breymannovým opevněním a je věnován „nejúžasnějším vojákům kontinentální armády“. Z amerických armádních jednotek je odvozeno šest jednotek národní gardy, které se účastnily bitvy o Saratogu. V americké armádě je nyní jen třicet jednotek, jejichž historie sahá až do koloniální éry.
Existuje řada lodí pojmenovaných po bitvě: včetně USS Saratoga (1842), USS Saratoga (CV-3) a USS Saratoga (CV-60).